# Pedro González (Panama)
Pedro González è un comune (corregimiento) della Repubblica di Panama situato sull'isola omonima dell'Arcipelago delle Perle nel distretto di Balboa, provincia di Panama. Si estende su una superficie di 59,7 km² e conta una popolazione di 263 abitanti (censimento 2010).